# Euphanasia
Euphanasia era una società e una fondazione creata dal rapper Tupac Shakur alla fine del 1995, la società fallì nel 1997 dopo la morte di Tupac. 

## Storia
Prima di uscire di carcere Tupac Shakur scrisse vari testi per il suo album Euthanasia Supreme, dato che il nome era senza senso secondo molti collaboratori della Death Row Records per dare un nome sensato e giusto per quel momento Tupac scelse il nome All Eyez on Me per il suo album più famoso e iconico.
Tupac aveva pensato anche di chiamare la sua futura etichetta discografica "Euthanasia" ma alla fine per la sua etichetta scelse il nome "Makaveli Records".
Alla fine del 1995 grazie al sostegno della madre Afeni Shakur, dei patrigni Mutulu Shakur, Geronimo Pratt, Pool, della zia e matrigna Gloria Cox e della fidanzata Michel'le fondò questa società con cui girare i suoi futuri film da attore e regista e anche per i suoi futuri video musicali.
Diventò pure una fondazione dedicata alle persone malate terminali e per i senza tetto, e anche un posto in cui i giovani aspiranti artisti potevano avere una carriera.
Nel giugno del 1996 Michel'le regalò a Tupac per il suo compleanno la famosa collana "Euphanasia" in oro e diamanti colorati dal valore di $ 45,000 dollari.
Purtroppo a causa dei bassi guadagni la società fallì e fu sostituita dal progetto Tupac Amaru Shakur Center of Arts.

## Progetti
• "Live 2 Tell"